# Искандер Мунши
Искандер Мунши (Искандер-бек Туркеман «Мунши» азерб. İskəndər bəy Türkəmən Məhəmməd Yusif Müvərrix Münşi, перс. اسکندر بیگ ترکمان
‎, 1560/61 — 1633/34) — персидский историк, крупнейший представитель придворной историографии иранской династии Сефевидов, при шахах Мухаммаде Худабенде и Аббасе I. Автор большого труда по истории Сефевидского государства «Тарих-и алам ара-йи Аббаси» («История украшателя мира Аббаса»). Был одним из примеров азербайджаноязычных подданных государства, которые в совершенстве владели персидским языком.

## Происхождение

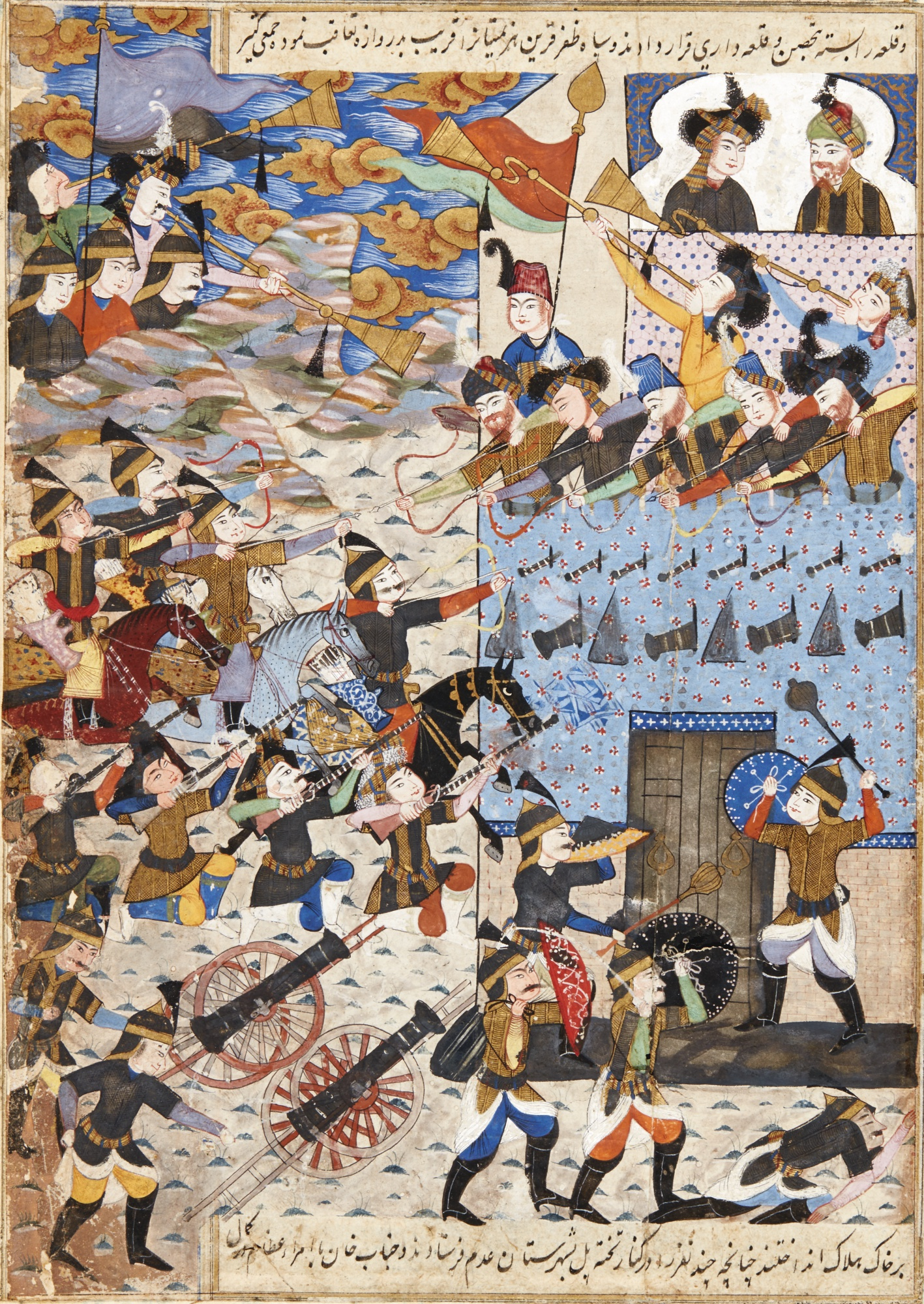
Взятие Эриванской крепости. Миниатюра из манускрипта Искандера Мунши «История украшателя мира Аббаса», ок. 1650 г., Частное собрание.

Искандер-бек Туркеман, родился предположительно в 1560/61 годах. Происходил из азербайджанского тюркского кочевого племени — туркеман.
В юности получив хорошее по тем временам образование, поступил на службу в гвардейский кавалерийский корпус сефевидского шаха Мухаммада Худабенде. Позже служил под началом везиря Хатим-бека, благодаря покровительству которого, получил открытый доступ в архивы шахского двора.
В начале 1587 г., будучи на службе в качестве секретаря у персидского шаха Аббас-шаха I, принимал участие в военных походах. С 1592/93 г. и до конца своей жизни был личным секретарем сначала у Аббаса I, затем у его наследника Сефи I.
Умер предположительно в 1633/34 годах.

## Творчество
Искандер Мунши, является автором крупнейшего источника по истории Сефевидского государства «Тарих-и алам ара-йи Аббаси» («История украшателя мира Аббаса»). В нем описано история Сефевидского государство от рождения до восшествия на престол шаха Аббаса I, второй состоит из двух глав, повествующих о первых 30 лет царствования шаха Аббаса I (I глава) и о периоде до смерти шаха Аббаса I (II глава). Данная работа сохранена в большом количестве рукописей.
В это произведение, написанное на персидском языке, автор внёс и большое количество стихов и идиоматических выражений, часть которых написана на родном языке Мунши — азербайджанском.
В составлении своего труда Искандер Мунши пользовался множеством первоисточников, в том числе и «Ахсан-ат-таварих» Хасан-бека Румлу.
Его труд получил большую оценку еще при его жизни, благодаря которому ему было заказано написание продолжения его труда, названной «Тарих-и’алем ара».
Высокую оценку труду Искандера Мунши дал также академик Бартольд.